# Luchthaven Lethem
De Luchthaven Lethem (Engels: Lethem Airport) is een vliegveld in Lethem in het zuiden van Guyana. Het vliegveld ligt bij de grens met Braziliaanse deelstaat Roraima.
In 2017 werd aangekondigd dat de luchthaven zal worden opgewaardeerd naar een internationale luchthaven, en een regionale functie krijgt. In 2021 werd begonnen met de aanleg van een nieuwe terminal en een langere landingsbaan.

## Opererende luchtvaartmaatschappijen
Op de luchthaven Lethem worden reguliere vluchten aangeboden door Air Services Limited en Trans Guyana Airways naar Eugene F. Correia bij Georgetown. JAGS Aviation, Roraima Airways, en Wings Aviation bieden chartervluchten aan.

## Incidenten
Op 14 november 2001 werd een Cessna 208 van Trans Guyana Airways met 12 passagiers na vertrek gekaapt door vier personen. De piloot werd gedwongen te vliegen naar een afgelegen landingsbaan in Brazilië bij de Venezolaanse grens. De omgeving werd door kapers verkend, en de piloot moest weer opstijgen. Na 15 minuten te hebben rondgecirkeld, moest het vliegtuig weer landen, en werden de piloot en 8 passagiers opgesloten in een schuur. Op 24 november werd bekend gemaakt dat een Uruguayaanse man in Boa Vista was gearresteerd en een bekentenis had afgelegd. De andere daders waren nog voortvluchtig, maar het betrof twee Colombianen en een Braziliaan die bekend waren bij de politie.